# 剎車平衡
剎車平衡（英語：或brake balance），或稱制動平衡、制動力分配及剎車比，是指前輪胎和後輪胎之間的制動力比例，一般用百分比的方式表達。以一輛60/40剎車比的汽車為例，代表有60%的制動力施加於前輪，40%的制動力施加於後輪。調較剎車比的目的是確保前後輪的制動力處於恰當的比例(對於駕駛者而言)，令汽車的制動力最大化，以及在緊急情況下，能確保車身的控制及穩定。
對於一輛前置引擎的汽車而言，由於前輪承受較多的重量，因此會有較多的制動力被分配在前驅，這代表前輪會為汽車提供較大比例的制動力；後輪的制動力則主要為汽車提供煞車時的穩定性。因為重量轉移的關係，汽車的重量在制動一刻轉移至前輪，增加了前輪的牽引力，但過大的前制動力會導致汽車輪胎鎖死、失控及打滑；過大的後制動力則會使輪胎鎖死而變得難以控制。要達成合適的剎車比例需要配合多個因素，包括汽車的動態、重量分配、底盤設計、輪胎及路面/駕駛狀況。改變剎車平衡的方式有很多種，包括改換各種剎車系統部件，例如剎車卡鉗(brake calliper)、剎車盤(disc rotor)、液壓系統（制動助力器）及比例閥(proportioning valve)，或使用各種電子制動控制系統，例如電子制動力分配系統（英語：Electronic Brakeforce Distribution，縮寫：EBD）等等。

## 剎車比例與汽車操控的關係
剎車時前輪胎或後輪胎鎖死的先後次序，可用來釐定汽車是轉向過度或轉向不足，因此可以利用剎車比來釐定它是哪一種轉向屬性。對於一輛剎車分配偏後輪的汽車來說，重剎時後輪胎會先鎖死，反之，剎車分配偏前的汽車，前輪胎會先鎖死。兩種鎖死的情況皆會增加汽車打滑及失控的風險，也會導致輪胎消耗不均及剎車距離增加等不良情況。這對於汽車的操控很重要，因為它決定了汽車的轉向的屬性。後輪胎先鎖死會導致汽車轉向過度，前輪胎先鎖死會導致轉向不足。

## 理想剎車比例的重要性[2]

### 改善剎車表現
合適的剎車比能提升汽車於各種情況的制動效率及持續性，提升汽車的操控性之餘，又能夠縮短剎車的距離。

### 提升剎車時的穩定性
合適的剎車比除了提升剎車時的穩定性，在緊急的情況下，更佳的穩定性能使汽車避免發生意外。

### 改善汽車的操控性
理想的剎車比能有效地控制汽車的重量轉移，使汽車操控更平衡、更可預測。配合懸掛系統，令駕駛者對汽車的操控更有信心。

## 影響剎車比例的因素

### 輪胎
由於剎車效果是透過輪胎與地面的接觸而達成，所以輪胎是影響剎車分配一個重要因素。當使用抓地力越高、黏性越高的輪胎，例如各種賽車輪胎，由於它們與地面有多接觸面，所以能為汽車提供更大的制動面。由於制動力上升，剎車時會有更多重量轉移到前輪，使後輪更輕。如果制動分配處於不變的情況，會導致前輪的制動力不足，後輪制動力過大，最後令後輪有鎖死的情況發生。
以下還有其他因素包括：
汽車靜態的重量分配：不同的重量分配，其剎車的比例也不同。
汽車重心的高度：重心越高，剎車時會產生更高的重量轉移。
軸距：軸距越短，制動時有更高的重量轉移。

### 其他汽車部件
透過調整剎車系統中的部件能改變汽車的剎車比例，例如增加剎車盤、剎車卡鉗的直徑及剎車片的摩擦系數，能增加前輪或後輪的制動比率，反之亦然。

## 使剎車平衡效用最大化
當駕駛者進行循跡剎車時，汽車突然產生難以控制的側滑，這代表後輪有鎖死的現象。解決的方法是降低後輪的制動比率。當剎車時，駕駛者感受到方向盤受到阻力抗衡，這代表有前輪有鎖死的現象(因為轉向輪多在前輪)。解決的方法是降低前輪的制動比率。
通過使用電子制動力分配系統（EBD）及防鎖死煞車系統（Anti-lock Braking System，縮寫：ABS），可有效控制剎車比例及防止輪胎鎖死。ABS的功能就在於通過控制剎車油壓的收放，達到對車輪抱死的控制。當車輪制動時，安裝在車輪上的傳感器立即能感知車輪是否抱死，並將信號傳給電腦，電腦會馬上降低被抱死車輪的制動力，車輪又繼續轉動，轉動到一定程度，電腦又施加制動，這樣不斷重覆，直至汽車完全停下來。通過“抱死-松開-抱死-松開”的循環工作，車輛始終處於臨界抱死的間隙滾動狀態。　
通常情況下，由於四只輪胎附著地面的條件不同，因此，汽車制動時，很容易因輪胎與地面的摩擦力不同，產生打滑、傾斜和側翻等現象。EBD的功能就是在汽車制動的瞬間，分別計算出4個輪胎摩擦力數值，然後通過調整制動裝置，達到制動力與摩擦力(牽引力)的匹配，以保證車輛的平穩和安全。
EBD主要是對ABS起輔助功能，提高ABS功效。重踩剎車時，EBD會在ABS作用之前，依據車輛的重量分佈和路面條件，有效分配制動力，以使4個車輪得到更接近理想化剎車力的分佈。因此，ABS+EBD就是在ABS的基礎上，平衡每一個輪胎的有效地面抓地力，改善剎車力的平衡，防止出現甩尾和側移，並縮短汽車制動距離，使得汽車的安全性能更勝一籌。
另外，可以通過更換汽車的制動比例閥(brake bias proportioning valve)來調節制動比例。制動比例閥的作用就是調節前後制動器制動液壓大小的分配，使汽車在制動時後輪不易產生抱死，防止側滑出現。

## 一級方程式賽車的剎車平衡
車手剛開始踩下煞車踏板時，賽車的重心仍保持向前運動的趨勢、從後輪轉移到前輪。因此後輪對於煞車的作用不大，導致煞車過程的初期階段，由於後輪對地面的壓力不夠大，所以很容易鎖死。由於賽車重心在煞車後期階段穩定下來，後輪這時能對煞車起到一定作用。意思也就是說車隊必須在後輪鎖死和放棄部分後輪煞車力之間找到折衷辦法。車手對煞車系統最大的要求是在煞車的過程中仍然可保持車身的穩定，通常對於煞車力量的分佈是前輪煞車負責60％、後輪煞車負責40％，這是因為在煞車的過程中車身重量分佈與重心會因為加速度的影響而從後方移到前方 (這也是為什麼你覺得煞車時車身會前傾的原因) ，如果採用50/50的煞車力量分佈、後方輪胎的摩擦力會比較小 (因位車身後方的重量較輕) 這樣會造成後輪煞車鎖死的情況。
與民用車輛大量使用電子制動力分配系統(EBD)的主動系統不同，F1賽車前後輪煞車力道的分配僅依靠一套被動系統來完成。像大多數賽車一樣，F1賽車的煞車系統使用一個簡單的扭力桿作用於兩個液壓槽，以便從前至後控制煞車力道。煞車踏板連接一個繞軸旋轉的開關，開關兩端都對著一個液壓槽，一個負責前煞車，一個負責後煞車。開關改變煞車踏板兩側扭力桿的相對長度，就能產生前後煞車之間的不同力道分配。車手們可以利用方向盤上的旋鈕來調整前後輪的剎車力道，他們甚至可以在駕駛的過程中更改前後輪煞車力道分配，尤其是在分秒必爭的排位賽時，如此能為每個彎道取得理想的煞車力道設定。

### 影響賽車剎車平衡的因素
影響賽車的剎車比例有以下多個因素，包括：
1.賽道情況：如果在溼地上，賽車前輪與地面的牽引力減少，車手因此會給予後輪較大的剎車力道以降低重量轉移至前輪，從而避免前輪鎖死。
2.油量情況：在比賽開始，燃油的重量可高達110Kg，由於這些燃油的重量會轉移到前輪，增加前輪制動時的負荷，因此前輪的剎車力量需要提高。但隨著燃油被消耗，可以將後輪的剎車比例提高。
3.彎度的類型：從200英哩/小時的直線道極速劇減到50英哩/小時的髮夾彎、與連續彎道之間的的剎車比設置都有顯著不同。當賽車在直道以非常高的速度觸發制動時，賽車末端大部分重量會於短時間內轉移至前端，因此需要增加前輪的剎車比例。當賽車經過連續彎道時，前後輪的制動平衡至關重要，因此前後的剎車比例不會相差太遠。